# Brosimum utile
Brosimum utile, con el nombre común lechoso o baco, forma parte de la familia de las Moráceas, se encuentra en la Amazonia, en Colombia, Ecuador, Perú y Venezuela.

## Descripción
Puede alcanzar hasta 50 ms de altura. Es abundante, tiene una madera de mediano valor, un tronco cilíndrico con gambas, con corteza grisácea que presenta manchas blancuzcas amorfas en sentido horizontal, tiende a ramificar sólo en la parte más alta. Sus estípulas, cubiertas de tricomas, cubren las hojas cuando estas están comenzando a formarse. Tiene hojas simples, alternas, con ápice muy agudo. Cuenta con savia blanca. Sus frutos son altamente apetecidos por muchas especies, y alcanzan 5 cm de diámetro. Las flores son crema o amarillentas.

## Taxonomía
Brosimum utile fue descrita por (Kunth) Oken y publicado en Allgemeine Naturgeschichte 3(3): 1571. 1841.
Sinonimia
- Alicastrum utile (Kunth) Kuntze
- Brosimum galactodendron D.Don ex Sweet
- Brosimum humboldtii Carruth.
- Brosimum refractum Mart. ex Miq.
- Brosimum utile (Kunth) Pittier
- Brosimum utile (Kunth) Oken ex J. Presl
- Galactodendrum utile Kunth	basónimo
- Piratinera utilis (Kunth) Baill.

## Nombres comunes
- Árbol de la leche de Caracas o Palo de vaca[4]
- Árbol de la vaca
- Panguana (Perú)